# Alexandre Parkhomenko
Alexandre Iakovlevitch Parkhomenko (en russe : Алекса́ндр Я́ковлевич Пархоменко), né le 24 décembre 1886 à Makariv Yar dans le gouvernement de Iekaterinoslav et mort le 3 janvier 1921 à Busiwka dans le gouvernement de Kiev, est un révolutionnaire russe, militant bolchévique. Combattant lors de la Guerre civile russe, organisateur de détachements communistes partisans dans l'est de l'Ukraine.

## Biographie
Bolchevik depuis 1904. Participant à la révolution russe de 1905. En 1917, il participe à l’instauration du pouvoir soviétique dans le Donbass. En juin 1917, il est nommé chef d'état-major de la Garde rouge de Lougansk. Parallèlement, il constitue les brigades la milice ouvrière et paysanne de Lougansk.
Début 1918, il participe à des combats avec les troupes d'Alexeï Kaledine. Il combat au sein de la 5e armée ukrainienne et dans l'Armée rouge.
Dans la première moitié de 1919 - chef de la garnison de Kharkov, commissaire militaire de la province de Kharkiv, participant à la répression du soulèvement organisé par Nikifor Grigoriev. À partir de novembre 1919 - dans la 1ère Armée de Cavalerie de Semion Boudienny, représentant spécial du Conseil Militaire Révolutionnaire de l'Armée.
En 1920, il fut commandant de Rostov-sur-le-Don.
À partir d'avril 1920 - chef de la 14e division de cavalerie de l'Armée rouge. Participant à la guerre soviéto-polonaise et aux opérations militaires dans le nord de Tauride contre les troupes du général Piotr Wrangel.
Il périt lors de l'affrontement avec l'Armée révolutionnaire insurrectionnelle ukrainienne le 3 janvier 1921.

## Distinctions
- Ordre du Drapeau rouge  (1919, 1921)

## Postérité

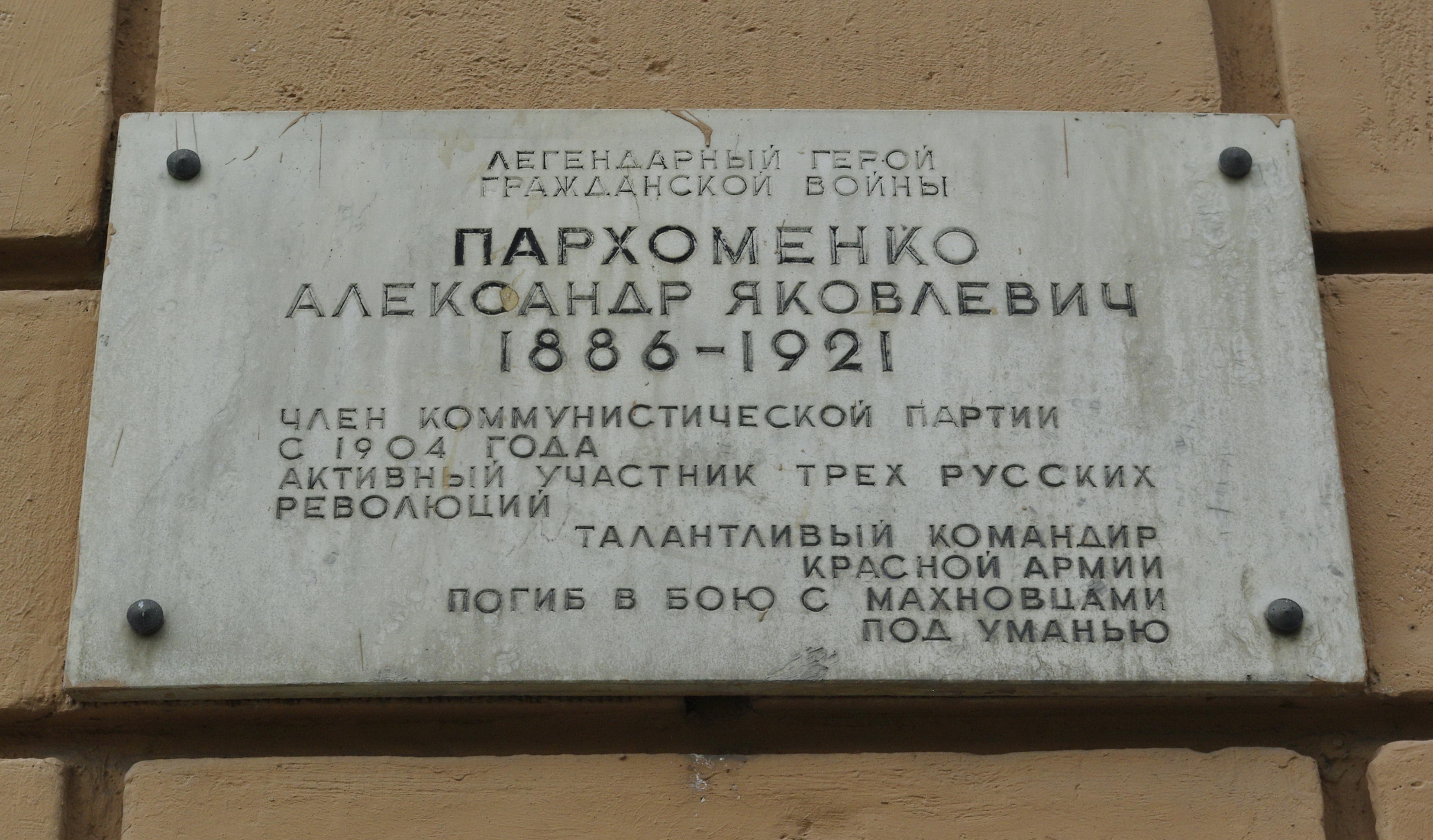
Plaque commémorative à Saint-Pétersbourg sur l'avenue Parkhomenko.

M.onument à Parkhomenko à Lougansk.

### Arts et culture
En 1942, Leonid Loukov réalise une biographie romancée Alexandre Parkhomenko, avec Aleksandr Khvylia qui joue le héro principal